# Abbaye d'Almenêches
L'abbaye Notre-Dame d'Almenêches est une ancienne abbaye bénédictine de femmes, située à Almenêches dans le département de l'Orne. Le clocher, tout comme le portail, fait l’objet d’une inscription au titre des monuments historiques depuis le 27 septembre 1948. L'église, à l'exclusion du clocher et du portail inscrits, fait l’objet d’une inscription au titre des monuments historiques depuis le 9 mars 1993.

## Historique

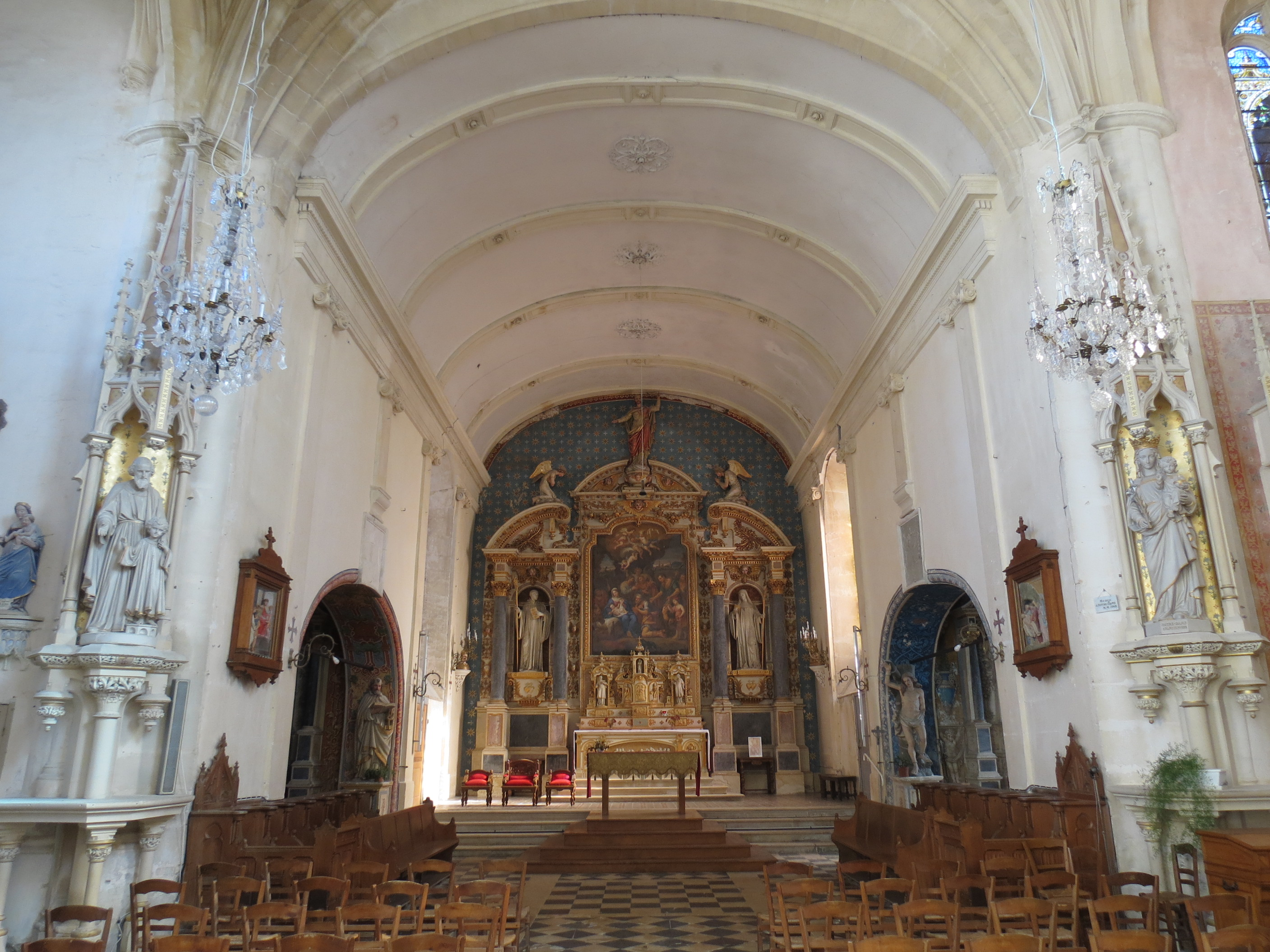
Vue sur le chœur.

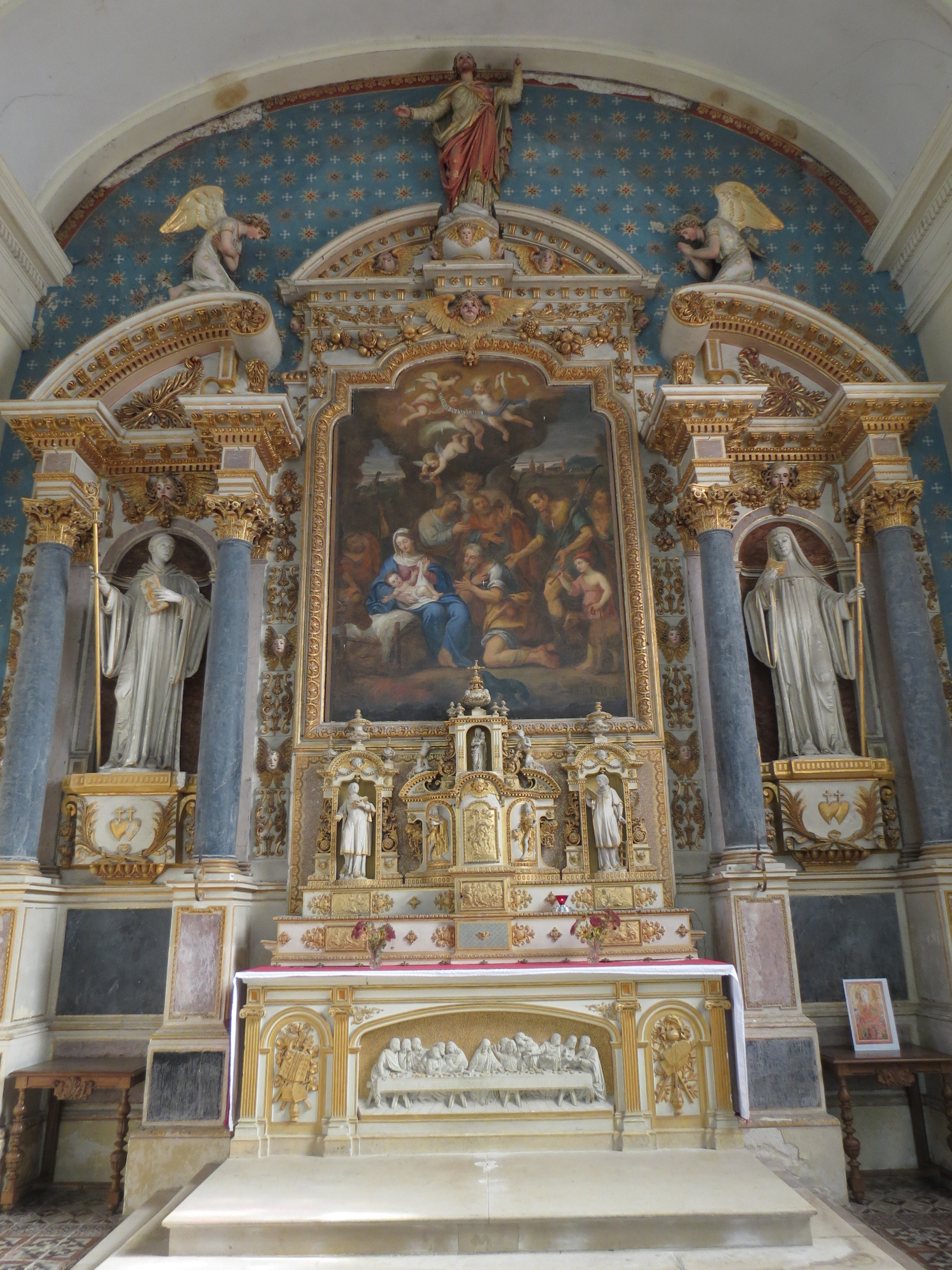
Le retable.

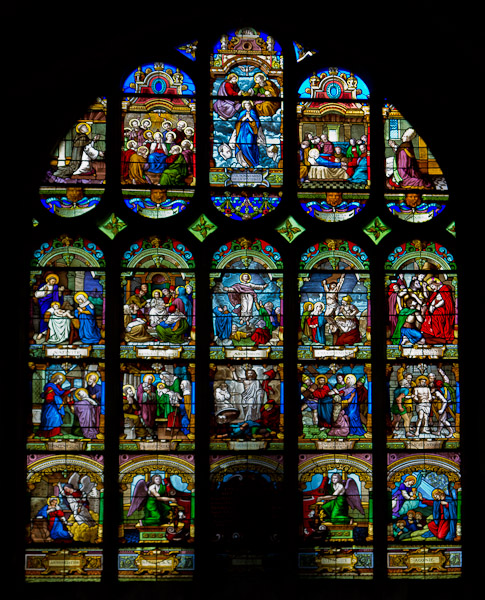
Vitrail dans la baie du XVIe siècle.

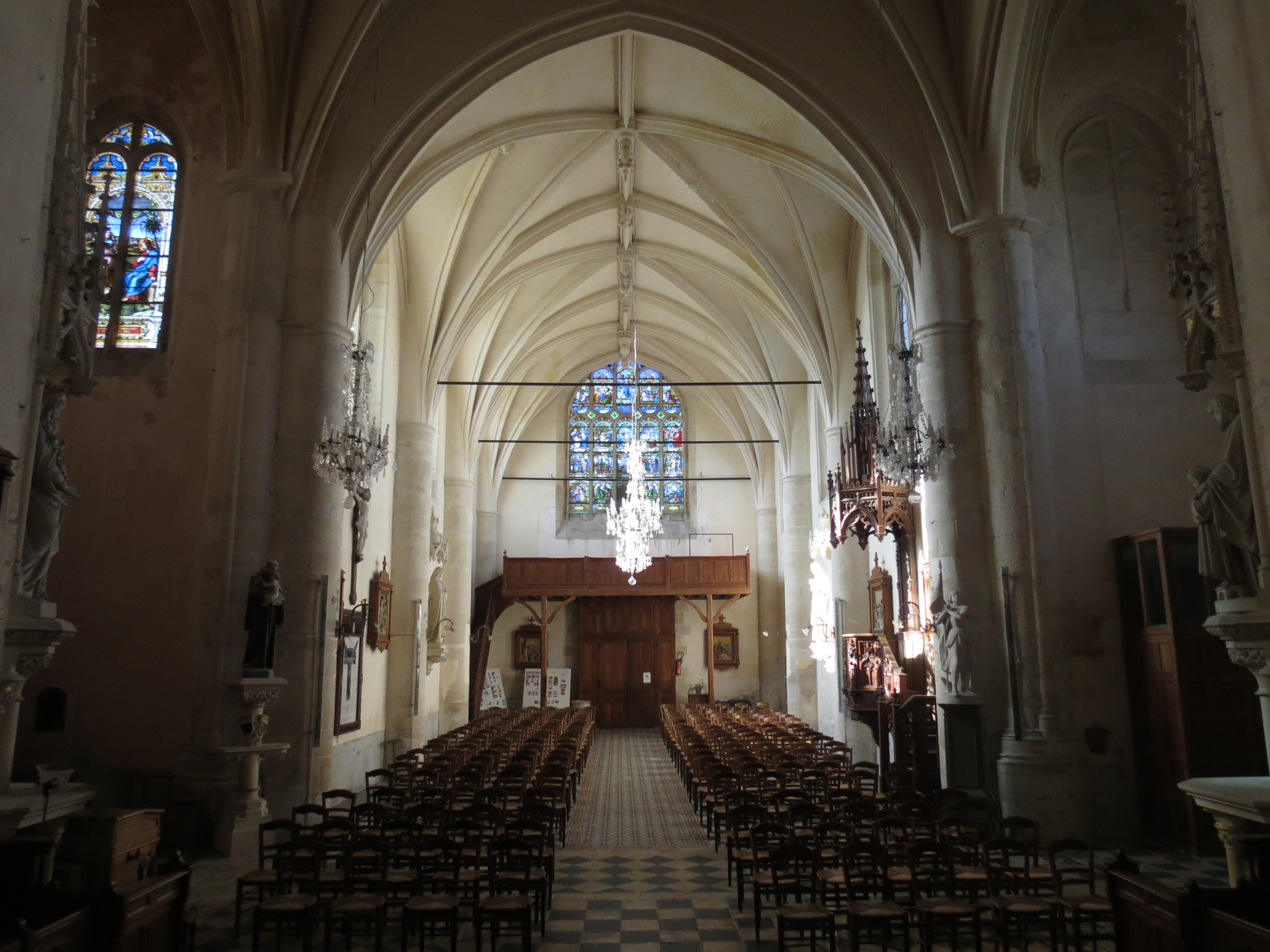
La nef vue vers l'ouest.

### Fondation
L'abbaye bénédictine d'Almenêches ALMANISCÆ, du diocèse de Séez est un monastère de femmes, issu du plus petit des deux monastères fondés dans la région par saint Évroult au VIIe siècle, celui gouverné par sainte Lanthide, tante de sainte Opportune n'est pas relevé, seule la petite communauté du MONASTERIOLAM de sainte Opportune, sœur de saint Godegrand, évêque de Sées est restaurée.,.
Le couvent est détruit par les Vikings. Vers 853, le clergé de la ville de Sées fuyant les invasions normandes, obtint de Louis le Germanique, frère de Charles le Chauve la terre de Moussy (dans l'actuel département de Seine-et-Marne), pour y mettre en sureté les restes de l'ancienne supérieure du monastère d'Almenêches, sainte Opportune. Les restes sont déposés dans la maison d'un nommé Gozlin, où elle attirent un grand nombre de pèlerins. Avec les offrandes, une petite chapelle est construite et plus tard ils sont transférés dans l'église actuelle de Moussy-le-Neuf, qui est construite vers 1220-1222.
En 1025, Richard II donne la terre aux moines de Fécamp, que les Montgommery usurpent. Elle est refondée par Roger II de Montgommery en 1066 qui lui donne des domaines considérables aux environs et les patronages des églises de Saint-Germain-de-Montgommery, Camembert, Les Ligneries (Écorché), Pont-de-Vie et Saint-Sylvain (Calvados).

### Le développement
Emma, fille de Roger de Montgommery et de Mabile de Bellême est la première abbesse. Son père donne des biens en Angleterre et un prieuré mais ils sont enlevés par le roi d'Angleterre Henri Beauclerc. Des querelles amènent Robert de Bellême, frère d'Émma, à brûler le monastère en 1102 mais elle le rebâtit. L'abbaye est liée aux alternances de grandeur et d'adversité de cette famille.
En 1157, un incendie accidentel atteint l'abbaye qui est reconstruite par Mathilde, la deuxième abbesse, sœur d'Emma.
En 1178, une bulle du pape Alexandre III confirme sept églises en France, six en Angleterre, dîmes, rentes, droits seigneuriaux sur 25 paroisses en France et 6 en Angleterre, le droit de prendre du bois de charpente et de chauffage dans la forêt d'Almenêches, l'indépendance dans le choix de l'abbesse.
En 1250, 1255 et 1260, Eudes Rigaud, archevêque de Rouen visite l'abbaye. Dans sa première visite, il trouve 34 religieuses dont 4 font des scandales de mœurs et une ivrogne, il change l'abbesse. En 1260, le revenu est de 500 Livres et la dette de 1260 Livres.
En 1263, Henri II Clément, seigneur du Metz et d'Argentan, Maréchal de France confirme les droits dans la forêt de Gouffern et en 1269, Saint Louis, les chartes de Richard Cœur de Lion et Charles, Comte d'Alençon.
En 1308, un incendie détruit l'église, le monastère et le bourg. Les titres sont détruits.
Pendant la guerre de Cent Ans, Henri V, roi d'Angleterre prend puis restitue ses droits.
Vers 1450, l'abbaye perd ses droits en Angleterre.

### La réforme de Fontevraud
La réforme consiste dans l'adoption de la Règle dite de Marie de Bretagne, Règle de Saint-Benoît transposée et adaptée. Le cardinal Philippe de Luxembourg intervient au nom du pape. La conséquence immédiate de la réforme est l'accroissement des effectifs, l'attachement au vœu de cloître étant le plus visible.
Seize religieuses de l'abbaye de Belhommer, probablement membre de l’ordre de Fontevraud, rejoignent Almenêches tombée dans des mœurs dissolues pour ramener les sœurs présentes à la bonne observance religieuse, enlever l'abbesse et transférer plusieurs moniales à Belhommer.
Marguerite de Valois, sœur de François Ier, aide l'abbaye avec son frère et ses deux maris, Charles III, duc d'Alençon et Henri d'Albret, roi de Navarre. L'abbesse Louise de Silly, sœur de l'évêque de Sées, reconstruit en 1583 une église neuve sur les fondations de l'ancienne.

### Argentan et la fin
En 1623, Louise de Médavy fonde le prieuré de la Place à Argentan.
En 1629, le prieuré d'Exmes, en 1633, celui de Longny et en 1638, celui de L'Aigle se détachent et deviennent indépendants. L'abbesse Marie Louise de Médavy développe celui de La Place à Argentan et fait des travaux à Almenêches. Marie Magdeleine de Médavy accroit son importance et il devient plus prospère qu'Almenêches, 60 religieuses ou converses à Argentan et à peine la moitié à Almenêches.
En 1737, Louis XV ordonne le transfert des sœurs au prieuré d'Argentan.
À Almenêches reste l’église abbatiale, construite au XVIe siècle et devenue église paroissiale en 1755.

## Le temporel
L' abbaye d'Almenêches possède les baronnies d'Almenêches, Camembert et Saint-Sylvain (Calvados), un fief noble : Vilhatel (Essay), des terres, droits seigneuriaux, rentes, droits de justice, dîmes, treizièmes, droits de banalité, de pêche et de marchés dans les paroisses d'Almenêches, Boissey, Le Château, La Haie, Macé (Orne)Macé, Argentan, Essay, Boitron, Camembert, La Cambe, Les Champeaux, Guerquesaille, Les Lignerets, Merry-Corbon, Pont-de-Vie, Saint-Germain-de-Montgommery, Saint-Lambert, Trun, Saint-Sylvain, Cinq-Autels,
Elle présente aux bénéfices des églises d'Almenêches, Macé, Boitron, Les Lignerets, Camembert, Pont-de-Vie, Saint-Germain-de-Montgommery, Cinq-Autel et a des droits dans les forêts d'Argentan, Gouffern, Bours.
Ses revenus sous Marguerite d'Alençon sont de 100 écus d'or, et sous Louis XIV de 9 000 à 10 000 livres.

## L'architecture

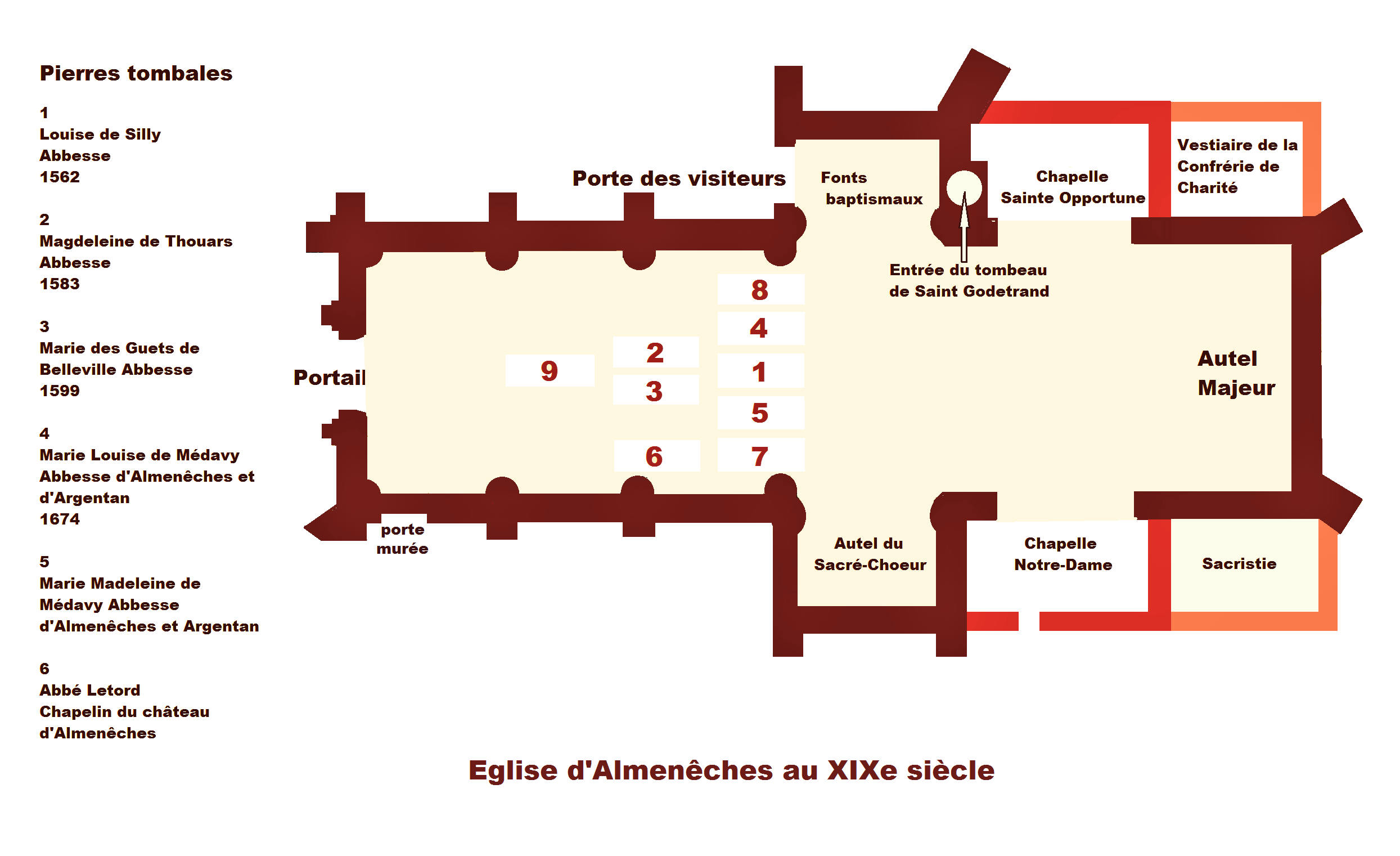
Plan de l'église à la fin du XIXe siècle.

Du monastère, il ne reste plus que quelques murs et l'église devenue paroissiale en 1753 et qui n'a pas trop souffert à la Révolution.
Almenêches avait deux églises, l'église paroissiale au centre du cimetière dédiée à saint Pierre et l'église abbatiale sous le vocable de Notre-Dame qui seule subsiste. Reconstruite par Louise de Silly sous forme de croix latine sur des fondations calcinées, le chœur est bâti par Louise de Médavy en 1674. Lors des travaux, la crypte de saint Godegrand est détruite et remplacée par une manière de tombeau en 1692 pour conserver la mémoire de saint Godegrand et de sainte Opportune. La restauration de 1864 par l'architecte Ruprich-Robert porte sur la partie proche de l'autel. En 1879, l'abbé Durand, curé d'Almenêches, restaure l'ancien chœur devenu la nef de l'église paroissiale et rétablit la grille placée à l'entrée du chœur par l'abbesse Louise de Médavy en 1620. Lors des travaux, on découvre un cœur en argent contenant les restes de Louise de Médavy, abbesse d'Amenêches et fondatrice d'Argentan.
Un nouveau pavage fait disparaître les pierres tombales de cinq abbesses et d'un prêtre. En 1890, la belle fenêtre à cinq baies du XVIe siècle qui était murée reçoit un vitrail représentant les quinze mystères du Rosaire.
Les autels du XVIIe siècle sont d'un artiste falaisien qui marque CHAUVEL FECIT 1679. Celui de la chapelle Sainte-Opportune représente l'Apothéose de la sainte abbesse, celui de la Vierge, la sainte Vierge présentant l'Enfant Jésus à l'adoration des anges. Le maître-autel est du même artiste.
Le retable en pierre et en marbre encadre des tableaux signés Charpentier et représente l'Adoration des bergers, des statuettes et des bas-reliefs décorent le tabernacle et les gradins de l'autel; où on reconnaît saint Étienne, saint Laurent, Abraham, Melchisédech, les quatre Évangélistes, les scènes de la flagellation et de la Mise au tombeau, trois statues de saintes, saint Évroult et sainte Opportune décorent le retable.

## Liste des abbesses
- 1070-1074 : Adélaïse
- 1074-1113 : Emma de Montgommery († 1113), fille de Roger II de Montgommery
- 1113-11?? : Mathilde I de Montgommery († après 1157), nièce de la précédente
- 11??-1157 : Adélaïde
- 1157-1178 : Avila
- 1178-1235 : Mathilde II
- 1235-1250 : Mabille de Saint-Lohier
- 1250-1306 : Aude
- 1306-13?? : Agnès
- 13??-1413 : Raoule
- 1413-1440 : Robine
- 1440-1450 : Etiennette de La Lande
- 1450-1497 : Jeanne de La Fontaine
- 1497-1504 : Marie I de Valois-Alençon, fille naturelle de Jean II d'Alençon
- 1504-1517 : Germaine Vincent, sœur d'un chambellan de Louis XI et d'une abbesse de Montivilliers
- 1517-1518 : Jacqueline Heudé
- 1518-1533 : Marie II de La Jaille
- 1533-1562 : Louise I de Silly
- 1562-1585 : Madeleine de La Trémoïlle de Thouars
- 1585-1599 : Marie III des Quets de Belleville
- 1599-1652 : Louise II Rouxel de Médavy
- 1652-1674 : Marie III Louise Rouxel de Médavy
- 1674-1727 : Marie IV Madeleine Rouxel de Médavy
- 1727-1744 : Hélène-Marthe de Chambray de Machemainville d’Aussay
- 1744-1755 : Marthe-Gabrielle de Chambray de Machemainville d’Aussay
- 1755-1780 : Isabelle-Jeanne de La Fresnaye de Saint-Aignan
- 1780-1789 : Gabrielle de Tane
- 1789-1791 : Philippine-Anne de Castellas de Servières

Source : Gallia Christiana

## Héraldique

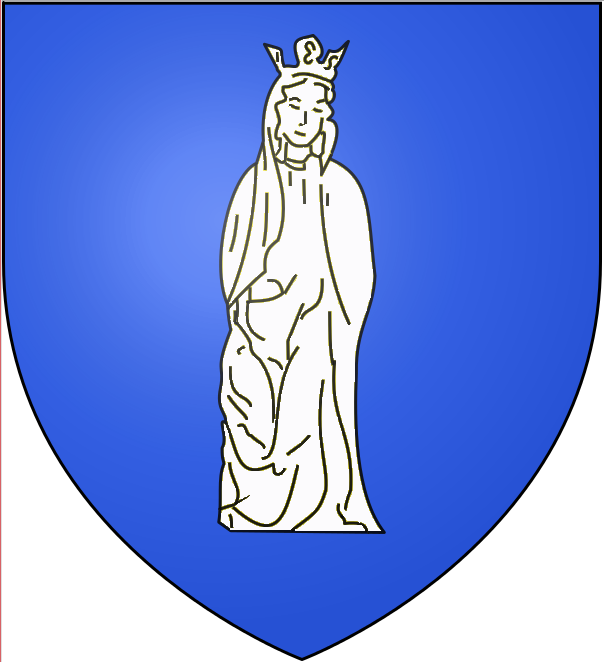

Blassonnement: d'azur, à une Notre-Dame d'argent.